# Куно фон Либенштайн
Куно фон Либенштайн (нем. Kuno von Liebenstein, скончался в 1391 году) — великий комтур Тевтонского ордена в 1383—1387 годах. До этого (в 1380—1383) — возглавлял одно из важнейших комтурств Тевтонского ордена в Пруссии — Остероде. По вступлении в должность великого комтура провёл осмотр укреплений ордена с целью ревизии их обороноспособности. Среди прочих мест, которые посетил Куно фон Либенштайн, упоминается замок Алленбург. Эти заметки великого комтура получили название «Литовские дорожные сообщения».
После этого он был отправлен в Германию. В 1387 году был поставлен комтуром в Страсбурге, с 1387 и до своей смерти в 1391 (либо 1392) был фогтом в Братиане. Похоронен в соборе города Остероде.